# Seymour Hersh
Seymour Myron "Sy" Hersh, ameriški raziskovalni novinar in politični pisec, * 8. april 1937, Chicago, Združene države Amerike.
Znan je postal leta 1969, ko je razkril pokol v My Laiju in prikrivanje tega dogodka med vietnamsko vojno. Za svoje delo je leta 1970 prejel Pulitzerjevo nagrado za mednarodno poročanje. V 70. letih je za The New York Times poročal o aferi Watergate, razkrival tajno bombardiranje Kambodže s strani ZDA ter program domačega vohunjenja CIA. Leta 2004 je za revijo The New Yorker podrobno opisal mučenje in zlorabe zapornikov v zaporu Abu Graib v Iraku. Hersh je prejel pet nagrad Georgea Polka in dve nagradi National Magazine Award. Je avtor 11 knjig, vključno z delom The Price of Power: Kissinger in the Nixon White House (1983), ki mu je prineslo nagrado National Book Critics Circle Award.
Leta 2013 je Hersh poročal, da so v sirski državljanski vojni civiliste v Ghouti napadle sile sirskih upornikov, ne pa vlada, kar je sprožilo polemike. Leta 2015 je predstavil alternativno različico dogodkov glede ameriškega napada v Pakistanu, v katerem je bil ubit Osama bin Laden, kar je prav tako povzročilo kontroverze. V letu 2023 je trdil, da sta ZDA in Norveška sabotirali plinovod Severni tok. Hersh je poznan po uporabi anonimnih virov, kar je bilo še posebej kritizirano v njegovih kasnejših poročanjih.